# Çeltikçi, İnegöl
Çeltikçi là một xã thuộc huyện İnegöl, tỉnh Bursa, Thổ Nhĩ Kỳ. Dân số thời điểm năm 2011 là 1.306 người.